# 建设街道 (德惠市)
建设街道，是中华人民共和国吉林省长春市德惠市下辖的一个乡镇级行政单位。

## 行政区划
建设街道下辖以下地区：
新城社区、花园社区、新华社区、银河社区和迎新村。